# 慕容垂
燕成武帝慕容垂（326年—396年6月2日），字道明，原名霸，字道業，一說字叔仁，鮮卑名阿六敦，昌黎棘城（今遼寧義縣）鮮卑族人。十六國後燕開國君主。前燕文明帝慕容皝的第五子。在前燕時屢有戰功，更曾擊退東晉桓溫的北伐軍。
受到當政的慕容評排擠，被逼出走前秦，受到前秦君主苻堅的寵信，與王猛一同滅亡前燕。淝水之戰後慕容垂乘時而起，復建燕國，建立後燕，後又滅了同為慕容氏所建的西燕。參合陂之戰戰敗後率軍再攻北魏，在期間發病病重，並在退軍時去世。

## 生平

### 初為偏將
原名慕容霸的慕容垂甚得父親慕容皝寵愛，甚至比起身為世子的哥哥慕容儁更多，故此慕容儁忿忿不平。咸康八年（342年），慕容皝進攻高句麗，慕容霸與慕容翰作前鋒，終攻陷高句麗都城丸都（今吉林集安西）。建元二年（344年），慕容皝攻伐宇文逸豆歸，慕容翰為前鋒都督，慕容霸與慕容軍、慕容恪及慕輿根則受命兵分三道進攻。當時逸豆歸派遣涉奕率領精兵抵禦，慕容翰決意以擊敗涉奕于以摧毀宇文部士氣，令宇文部自潰，於是主動進攻，涉奕于親自迎戰，慕容霸於是在側邀擊，與慕容翰擊敗涉奕于。宇文部士兵於戰後果然自潰，宇文逸豆歸出逃敗死漠北，成功消滅了宇文部。慕容霸則以此功封都鄉侯。永和元年（345年），後趙將領鄧恆領兵數萬駐屯樂安（今河北樂亭縣東北），意圖併吞前燕。慕容皝以慕容霸為平狄將軍，駐軍徒河（今遼寧錦州西北），鄧恆因為畏懼慕容霸而不敢進犯。

### 助擊後趙
永和四年（348年），慕容皝去世，慕容儁繼位燕王，就以慕容霸曾經墮馬而撞斷了牙齒為由改其名為「慕容𡙇」，後更去「夬」而改名慕容垂。次年後趙皇帝石虎去世，國內因諸子爭位而大亂，慕容垂於是上書慕容儁建議出兵後趙。慕容儁初以慕容皝新死而不允，但慕容垂親往都城龍城（今遼寧朝陽市）勸說慕容儁，更自請為前驅領兵威逼鄧恆。在封奕等人的支持下，慕容儁以慕容垂為前鋒都督、建鋒將軍，選二十多萬精兵準備伐趙。
永和六年（350年）二月，慕容儁命慕容垂領二萬兵經循東路經徒河伐趙，另遣慕輿出西道，自率中軍，兵分三路伐趙。慕容垂到三陘（今河北撫寧縣矛石山），鄧恆驚懼而燒倉庫出逃，退保薊城（今北京）。慕容垂到後盡收樂安、北平兩郡兵糧，與慕容儁會合共攻薊城。三月，燕軍攻下薊城，慕容垂勸止了慕容儁阬殺後趙士卒的決定。不久慕容儁又親率軍隊進攻鄧恆，至清梁（今河北清苑縣西南）時趙將鹿勃早率數千人夜襲燕軍，突入慕容垂幕下，慕容垂於是奮力反擊，手刃了十多人，遏制了鹿勃早的攻擊，及後慕輿根等人領兵擊敗鹿勃早，成功擊退了來襲。

### 為兄所忌
元璽元年（352年），慕容儁稱帝，任黃門侍郎，又遷安東將軍、冀州刺史，鎮常山。至元璽三年（354年）封慕容垂為吳王，並移鎮信都（今河北冀縣）。後召為侍中、右禁將軍、錄留臺事，轉鎮龍城，但因慕容垂在當地很得人心，故被慕容儁召還。後又轉撫軍將軍，並於光壽元年（357年）與中軍將軍慕容虔等率軍大敗敕勒。
光壽二年（358年），中常侍涅皓知慕容儁不喜歡慕容垂，又因可足渾皇后不滿慕容垂妻段氏，於是誣稱段氏與吳國典書令高弼行巫蠱之術，意圖以此牽連慕容垂。段氏寧死不屈，雖然最終死在獄中，但都沒有將慕容垂牽連到事件中，後慕容垂遷鎮東將軍、平州刺史，外鎮遼東。

### 奪取洛陽
建熙元年（360年），慕容儁去世，太子慕容暐繼位，以慕容垂為河南大都督、征南將軍、兗州牧、荊州刺史，領護南蠻校尉，鎮梁國。建熙六年（365年），慕容垂與慕容恪共攻東晉控制的洛陽（今河南洛陽市），擊敗並俘虜晉將沈勁，攻下了洛陽，隨後遷都督荊揚洛徐兗豫雍益涼秦十州諸軍事、征南大將軍、荊州牧，鎮魯陽。
太宰慕容恪深知慕容垂的才能，故此在建熙八年（367年）病死前向樂安王慕容臧指出應以慕容垂擔任大司馬一職，又向慕容暐推薦慕容垂在其死後接替自己，將政事都交給慕容垂處理。慕容臧雖將慕容恪的話告訴主政的太傅慕容評，但慕容評沒有按慕容恪的意思做，以慕容沖為大司馬，又調慕容垂為侍中、車騎大將軍、儀同三司。

### 枋頭之戰
建熙十年（369年）四月，東晉大司馬桓溫北伐前燕，諸將都無法抵抗晉軍，讓晉軍於七月進駐枋頭（今河南浚縣）。當時慕容暐及慕容評皆大驚，想逃回故都龍城避難。慕容垂於是請求讓他出戰。慕容暐就任命他接替慕容臧擔任南討大都督，率慕容德等五萬兵出戰。慕容垂又請了黃門侍郎封孚、司徒左長史申胤及尚書郎悉羅騰從軍。桓溫當時以降人段思為響導，悉羅騰與晉軍接戰，生擒了段思；接著桓溫派李述進攻，又被悉羅騰所敗，李述更戰死，晉軍士氣於是下降。同時慕容德等又至石門阻止晉軍開通漕運，豫州刺史李邽又斷晉軍糧道，桓溫屢戰不利，糧食又不足，終於九月循陸路撤軍。當時諸將打算立刻追擊，但慕容垂以晉軍初退，必定嚴加戒備，以精銳軍隊斷後，於是打算遲點才追擊，待晉軍乘追兵未至而加速行軍，令兵士筋疲力盡時才進攻。慕容垂因而率領八千騎兵緩緩尾隨晉軍，發現桓溫果然在看不見追兵後加速。數日後慕容垂下令進攻，騎兵於是加速，於襄邑（今河南睢縣西）趕上晉軍，配合慕容德所率埋伏於襄邑的伏兵夾擊桓溫，於是大敗晉軍，殺三萬人。桓溫只有收拾殘軍南退。

### 出奔前秦
枋頭之戰大勝後，慕容垂威名大振，卻令慕容評更加嫌忌他，慕容垂上請有戰功的將領獲得封賞都沒得批准，兩人就因此事在廷上互相爭論，更加深化了兩人的嫌隙。時為太后的可足渾皇后亦厭惡慕容垂，於是與慕容評密謀誅除他。慕容恪子慕容楷及慕容垂舅舅蘭建得悉陰謀，於是建議慕容垂先發制人，除去慕容臧及慕容評。然而慕容垂卻表示寧願出奔國外亦不想骨肉相殘。世子慕容令得知後建議慕容垂北奔龍城，並向慕容暐謝罪，盼望慕容暐感悟召還；即使不然，仍可以固守當地以求自保。慕容垂聽從，於同年十一月就上請到大陸澤狩獵，微服潛歸龍城。然而到邯鄲（今河北邯鄲）時，向來不得寵的兒子慕容麟卻逃還鄴城（今河北臨漳西）告發父親的意圖，於是跟隨慕容垂的人大多都逃走，慕容強亦奉命追捕慕容垂。至范陽（今河北涿州）時慕容強追上慕容垂，但因慕容令親自斷後，慕容強也不敢進逼。日落後，慕容令表示原本的計劃已不再可行，又建議投奔前秦，慕容垂計窮，亦得接受，於是棄用馬匹以免留下蹤跡，悄悄回鄴城並躲於顯原陵。不久竟有數百個獵人從四方向他們所在聚集，慕容垂等人敵不過他們，卻又無處可逃，甚麼也做不了。就在此時，獵人的獵鷹卻同時飛起，獵人於是散去，慕容垂因而殺白馬祭天，與隨行者誓盟。慕容令在那時又建議讓他回鄴城襲殺慕容評，並以慕容垂的名望取而代之，入輔朝廷。但慕容垂以此危險而否決，於是與妻段氏、慕容令、慕容寶、慕容農、慕容楷及蘭建、高弼等西奔前秦。前秦天王苻堅得知慕容垂來奔，十分高興並親自迎接，以慕容垂為冠軍將軍，封賓徒侯。
慕容垂奔秦次年，前秦就滅了前燕，而慕容垂在前秦官至京兆尹，進封為泉州侯。建元十八年（382年），苻堅執意要攻伐東晉，苻融、石越、苻宏等人都反對，而慕容垂卻說：「弱者被強者所吞，小的被大的兼併，這是合乎自然的，並不難理解。以陛下神武，順應天期，聲威布於海外，百萬衞士，滿朝韓信、白起那樣的良將，晉這個於江南的小國獨獨違抗王命，怎可以再留她給子孫。《詩經》說：「谋夫孔多，是用不集」陛下自己決定就夠了，又何必詢問一眾朝臣！晉武帝平滅東吳，也不過只有張華、杜預幾個臣子支持而已，若果他順從朝臣主流意見，又怎能成就統一大業！」苻堅聽後大喜，更說：「和我一起平定天下的人，就只有你呀。」建元十九年（383年）五月，東晉荊州刺史桓沖北伐，親率主力進攻襄陽（今湖北襄陽市），慕容垂就與苻叡率兵救援。苻叡以慕容垂為前鋒進至沔水，慕容垂在夜間命士兵每人拿十個火把，將它們縛在樹枝上，讓桓沖以為援軍兵力很強，成功逼使他撤還。同年八月，苻堅正式出兵伐晉，並命苻融及慕容垂率二十五萬兵作為前鋒。苻融攻下了壽春（今安徽壽縣），而慕容垂就率別軍攻下了鄖城（今湖北鄖縣）。

### 乘亂自立
十一月，苻堅於淝水大敗給晉軍，前線的前秦軍隊潰敗，就只有沒有參加淝水之戰的慕容垂一軍是完整的，故此苻堅就率殘軍投靠他。當時慕容寶等人就勸慕容垂殺了苻堅，但慕容垂不肯，还将兵权交给苻坚。苻堅到了洛陽後已經又招聚了十多萬人，一直到了澠池（今河南澠池縣西），慕容垂表示想去安撫河北，並想去拜謁宗廟。苻堅不顧權翼反對而准許慕容垂所請。
當時駐守鄴城的苻丕知道慕容垂要來，懷疑他意圖作亂，更想襲擊他，只是姜讓以慕容垂未有謀反舉動，勸苻丕先嚴兵守衞，注意其舉動，苻丕才安置慕容垂住在鄴城西部。慕容垂當時雖然不肯乘機殺死苻丕，但仍暗中聯結前燕舊臣，密謀復國。此時，丁零人翟斌起兵，苻堅命慕容垂討伐，苻丕一直怕慕容垂於鄴城作亂，正就打算借此機會送走他，更期望他與翟斌打得兩敗俱傷，好讓自己消滅兩股勢力。於是給了慕容垂二千弱兵及差劣的兵器鎧甲，更派了苻飛龍為副手，意圖以他解決慕容垂。
慕容垂留了慕容農、慕容楷及慕容紹於鄴，在行軍途中閔亮和李毗就從鄴來到，並告知苻丕與苻飛龍的圖謀。慕容垂於是以此激怒士眾，又以兵少為由留於河內郡募兵，十日間就令部眾增至八千人。及後正受翟斌攻擊的豫州刺史苻暉請慕容垂快點進兵，慕容垂向苻飛龍說要改在夜裏行軍，出其不意，然而其實就已與諸子計劃襲殺苻飛龍，終在晚上襲殺了苻飛龍及他手下的一千氐兵。第二日，慕容垂命田山回鄴告知留於鄴城的慕容農等起兵響應自己，三人於是與數十騎微服出走，在列人（今河北肥鄉縣東北）起兵。
燕元元年（384年），慕容垂圖攻洛陽，當時翟斌帳下有前燕宗室慕容鳳及前燕舊臣之子段延等，都勸翟斌奉慕容垂為盟主，慕容垂原本不知翟斌究竟是否真心歸附，並沒答允，但到洛陽後苻暉因知苻飛龍遇害而拒絕以營救苻暉為名的慕容垂進城，至此慕容垂才接受了翟斌。不久慕容垂以洛陽是四戰之地，於是改攻鄴城，至滎陽（今河南滎陽）時，群下請慕容垂稱帝。正月丙戌（384年2月9日），慕容垂則以晉元帝的先例，先稱大將軍、大都督，燕王，承制行事。接著率二十多萬大軍直攻鄴城。慕容垂至鄴後改元「燕元」。

### 侵奪鄴城
慕容垂接著引兵攻鄴，苻丕派了姜讓去責備慕容垂，又勸他放棄叛變。然而慕容垂卻表示只想苻丕和平離開，獻出鄴城，並允諾與前秦世代友好；又恐嚇若果苻丕不從，將要以兵力強攻，怕苻丕到時即使想全身而退也不能。姜讓聽後指責慕容垂背叛王室，不顧昔日前秦收留自己的恩德，現在要做叛逆的鬼。慕容垂聽後沉默，但沒有聽從旁人所說將姜讓殺害，反表示尊敬，讓他回去。然而最終仍然陳述利害，勸苻丕棄城出走，激得苻堅及苻丕再寫書指責。游說不果後，燕軍開始進攻鄴城，並攻下其外城，苻丕退守中城。接著慕容垂又用二十多萬丁零及烏桓人用梯及地道戰術攻城，但都不成功，於是下令修築長圍作防守，築新興城放置輜重，作長期戰。不久又以漳水灌城，仍不能攻下，於是改為圍困鄴城，只留西邊缺口讓秦軍西走。
燕元二年（385年）四月，東晉將領劉牢之入援鄴城，慕容垂詐敗誘敵，於是撤圍退屯新城，不久再北撤，劉牢之於是追擊，苻丕聞訊亦率軍後繼，劉牢之一路追擊至五橋澤，因為軍隊忙於搶奪燕軍輜重而遭慕容垂擊敗。至八月，苻丕棄守鄴城，燕軍終成功佔領鄴城。十二月，慕容垂正式定都中山（今河北定州市）。燕元三年（386年）正月，慕容垂稱帝，二月改元「建興」，始置百官。八月，慕容垂率兵南征以擴疆土，並於次年正月襲河東地區，擊敗晉濟北太守溫詳。

### 攻滅西燕
慕容柔、慕容盛及慕容會於建興三年（387年）從西燕都城長子（今山西長子縣西）到達中山，投奔後燕，當時慕容垂就問當地情況，意圖攻取。不久，慕容永将治下慕容儁、慕容垂子孙不问男女全部杀死。建興八年（392年），慕容垂率軍擊潰了丁零人翟釗，吞併了其部眾。次年十一月，慕容垂就親率七萬兵西征西燕；次年二月慕容垂大發司、冀、青、兗四州兵，分置各兵準備進攻。至五月，燕軍經天井關進攻臺壁，先後擊敗大逸豆歸及小逸豆歸，圍困了臺壁。慕容永自太行回軍臺壁，慕容垂亦率軍到臺壁，兩軍於是交戰。事前慕容垂派了驍騎將軍慕容國在澗下設伏，於是假裝撤退引慕容永追擊，數里後慕容國伏兵出現斷慕容永後路，燕軍於是四面進攻，大敗慕容永。慕容永敗後逃回長子，慕容垂就於六月追至，並圍困城池。至八月，被圍的慕容永困急，先後向東晉及北魏求援，但在援軍到來前大逸豆歸部將伐勤就開城門迎燕軍，慕容垂於是俘虜慕容永並將其殺害，吞併了西燕。

### 兩度伐魏
建興二年（386年），拓跋珪復代國，不久改稱魏王，建立了北魏。同年因國內不穩而請後燕援軍，慕容垂派慕容麟救援，終助拓跋珪解決事件。事後雖然拓跋珪不接受後燕封爵，但燕魏兩國每年都有使臣往來。建興七年（391年），拓跋珪派弟弟拓跋觚出使後燕，但當時主事的慕容垂諸子為求良馬，竟扣留了拓跋觚，如此令拓跋珪中斷兩國交往。至建興十一年（395年）五月，慕容垂因北魏侵擾邊塞諸郡而命太子慕容寶等人率兵伐魏。當時魏軍率眾迴避，燕軍於七月到了五原（今內蒙古包頭西北），收降三萬多家及大量糧食，但未與魏軍決戰。而拓跋珪乘當時慕容垂患病，故意阻截燕軍通往中山的道通，捕捉後燕使者，令燕軍與其國內通訊斷絕，從而以慕容垂已死的假消息擾動燕軍軍心。兩軍自九月臨五原河相持至十月，慕容寶及慕容麟因為慕容麟部將慕輿嵩相信慕容垂死訊而圖謀作亂的事件而互相猜疑，終於燒船乘夜撤退。當時河面尚未結冰，慕容寶認為魏軍不能渡河追擊，於是不設斥候監視魏軍。至十一月，魏軍因暴風令河面結冰而追擊，在參合陂追上燕軍，並發動突襲大敗燕軍，大量文武官員及四五萬人的燕軍士兵都被俘，後北魏更阬殺全數燕軍士兵。
慕容寶敗逃回中山，並以參合陂之戰為恥，再請進攻北魏。當時司徒慕容德建言說慕容寶大敗後已被北魏輕視，想要慕容垂親自率兵征服他們，以免留為後患。慕容垂於是命幽州牧慕容隆及留守薊城行臺的慕容盛率手下精兵到中山，決定次年再度伐魏。
三月，慕容垂秘密出兵，跨越青嶺（今河北易縣西南五廻山），經天門（今河北淶源縣）鑿山開路，出魏軍不意直攻雲中郡。慕容垂率軍至獵嶺（今山西代縣夏屋山）時就命慕容隆及慕容農為前鋒，進襲平城（今山西大同市）。當時燕國軍隊都因參合陂之戰大敗而畏懼魏軍，就只有慕容隆這批來自龍城的士兵仍然奮勇進攻；而留守平城的魏將拓跋虔亦沒作防備，故此在閏三月慕容隆兵臨平城時才發現燕軍，率眾抵抗，最終敗死，部眾都被燕軍接收。拓跋虔戰死的消息令身處盛樂（今內蒙古和林格爾北）的拓跋珪感到恐懼，打算出走迴避，但各部落得知拓跋虔死訊也各懷二心，拓跋珪不知何去何從。
慕容垂經過參合陂戰場時看見被阬殺的士兵骸骨堆積如山，就為他們置祭，士兵們見此皆傷心痛哭，這令慕容垂既慚愧又憤恨，終因而嘔血病發，要坐馬車前進，到平城西北三十里處停駐。當時慕容寶已領兵至雲中，聞訊亦退兵。有叛燕軍人就因而向北魏報告慕容垂已死的消息，拓跋珪想去追擊，但知平城陷落後就打消念頭。慕容垂在平城停留了十日後病情加重，於是修築燕昌城而南歸，至四月癸未日（6月2日）於沮陽（今河北懷來縣）去世，享年七十一歲。諡號為成武皇帝，廟號世祖。

## 評價
- 崔浩：「垂藉父兄之資，修復舊業，國人歸之，若夜蟲之就火，少加倚仗，易以立功。」（《資治通鑑·卷一百一十八·晉紀四十》）

## 家庭

### 正室
- 先段妃，段末柸女，吳王妃，追谥成昭皇后，生慕容令、慕容宝，358年在可足渾皇后指使下被誣瘐死
- 可足浑王妃，可足浑皇后妹，长安君，358年娶，369年被抛弃
- 段王妃，先段妃妹，358年娶，吳王妃，同年被迫降为侧室，369年复立正室
- 成哀皇后段元妃，上述两位段妃的侄女，生慕容朗、慕容鑒，388年立，396年被繼子慕容寶赐死

### 侧室
- 段贵嫔，生慕容熙
- 某氏，生慕容农
- 某氏，生慕容隆
- 某氏，生慕容麟，398年被慕容德杀死
- 某氏，生慕容柔

### 子女
- 慕容令，初被立為世子，母為先段，原隨父入秦，並參與伐燕。因中了王猛之計而被逃逼回前燕，卻因受猜疑而作亂被殺。後追谥為献莊太子，慕容盛在位時更追尊為獻莊皇帝[11]
- 慕容農，慕容垂三子，諸姬所生，遼西桓烈王，官至大司馬，後因士兵作亂而被遇害。
- 慕容寶，慕容垂四子，先段后所生，後燕惠愍帝。
- 慕容隆，高陽康王，官至幽州牧，因慕容会恃功自矜而屢加訓責，反為對方所殺。
- 慕容麟，赵王，初不受慕容垂喜愛，但在建立後燕時多次進言獻策而令慕容垂改觀。及後因謀反而為慕容德所殺。
- 慕容柔，阳平孝王，卒於西元393年正月。
- 慕容朗：渤海王，母為後段后段元妃。397年被叛将段速骨所杀
- 慕容鑑：博陵王，母為後段后段元妃。397年被叛将段速骨所杀
- 慕容熙，慕容垂幼子，後燕昭文帝，初封河间王，母為貴嬪段氏

## 相關作品
- 电视剧《近肖古王》中的慕容垂。
- 电视剧《廣開土太王》中的慕容垂。

## 延伸阅读
[在维基数据编辑]
 《晉書·卷123》，出自房玄齡《晉書》

| 新頭銜 反前秦，始建国 | 十六國后燕皇帝 384年--396年 | 繼任： 四子后燕惠愍帝慕容宝 |